# Hiram Bullock
Hiram Bullock (teljes nevén Hiram Law Bullock; Oszaka, Japán, 1955. szeptember 11. – Manhattan, New York City, 2008. július 25.) amerikai jazz funk és fusion gitáros. Számos híres zenésszel játszott együtt.

## Életpályája
Afroamerikai szülei az amerikai hadseregben szolgáltak, Bullock Japánban született. Két éves korában Baltimore-ba (Maryland) költöztek. Hiram zenei tehetsége korán megmutatkozott: zongorázni tanult és  6 éves korában fellépett. Szaxofonozni és basszusgitározni is tanult, mielőtt 16 éves korában "kikötött" az elektromos gitárnál. Reisterstownban (Maryland) középiskolás zenekart szervezett. Felsőfokú tanulmányait a University of Miamin végezte Floridában - itt ismerkedett meg Pat Metheny és Steve Morse gitárosokkal, továbbá Jaco Pastorius és Will Lee basszusgitárosokkal.
A későbbiekben is számos híres zenésszel játszott együtt - kiemelkedik közülük Stevie Ray Vaughan, akinek Crossfire című felvételén Bullock játszotta második gitáros szólamát.
2005-ben Budapesten lépett fel a Kisstadionban Horváth Charlie koncertjén.
2004. május 24-én összeállt Billy Cobham dobossal és a WDR Big Band nevű együttessel Jimi Hendrix dalainak előadására a Kölni Egyetemen. A koncertről az album 2008-ban posztumusz jelent meg, ugyanis Bullock 2008-ban, 52 éves korában elhunyt.

## Diszkográfiája

### Együttes vezetőjeként
- First Class Vagabond (Trio, 1982)
- From All Sides (Atlantic, 1986)
- Give It What U Got (Atlantic, 1987)
- PDB with Jaco Pastorius, Kenwood Dennard (DIW, 1989)
- Way Kool (Atlantic, 1992)
- World of Collision (Big World Music, 1994)
- A-014 (Jazz a Go-go, 1996)
- Manny's Car Wash (Big World Music, 1996)
- Carrasco (Fantasy, 1997)
- Late Night Talk (Venus, 1997)
- 55 Bar Sessions with Haru Takauchi, Leni Stern, Mike Stern (Paddle Wheel, 1998)
- Guitar Man (JVC, 2000)
- Color Me (JVC, 2001)
- Try Livin' It (ESC, 2003)
- Jam Jam/The Heavy Cats (& Forest Music, 2004)
- Too Funky 2 Ignore (BHM, 2005)
- Plays the Music of Jimi Hendrix with WDR Big Band (BHM, 2005)

### Közreműködőként
Carla Bley mellett
- Heavy Heart (WATT/ECM, 1984)
- Night-glo (WATT/ECM, 1985)
- Sextet (WATT 1987)

Brecker Brothers mellett
- Don't Stop the Music (Arista, 1977)
- Detente (Arista, 1980)

Bill Evans szafofonos mellett
- The Alternative Man (Blue Note, 1985)
- Big Fun (ESC, 2002)
- Soul Bop Band Live (BHM, 2005)

Gil Evans mellett
- Live at Sweet Basil (Gramavision, 1986)
- 75th Birthday Concert (BBC, 2001)

 Roberta Flack mellett
- Roberta Flack (Atlantic, 1978)
- Roberta Flack Featuring Donny Hathaway (Atlantic, 1979)
- Roberta (Atlantic, 1994)

 Michael Franks mellett
- Passionfruit (Warner Bros., 1983)
- Skin Dive (Warner Bros., 1985)
- The Camera Never Lies (Warner Bros., 1987)

Bob James mellett
- Touchdown (Tappan Zee/Columbia, 1978)
- Lucky Seven (Tappan Zee/Columbia, 1979)
- H (Tappan Zee, 1980)
- Joined at the Hip (Evosound, 2019)

 Chaka Khan mellett
- Naughty (Warner Bros., 1980)
- What Cha' Gonna Do for Me (Warner Bros., 1981)
- Chaka Khan (Warner Bros., 1982)

David Matthews billentyűs mellett
- Dune (CTI, 1977)
- Digital Love (Electric Bird, 1979)
- Guitars On Fire! (Bandai, 1996)

Marcus Miller mellett
- The Sun Don't Lie (Dreyfus, 1993)
- Tales (Dreyfus, 1995)
- M² (Telarc, 2001)

 Idris Muhammad mellett
- Turn This Mutha Out (Kudu, 1977)
- You Ain't No Friend of Mine! (Fantasy, 1978)
- Boogie to the Top (Kudu, 1978)
- Foxhuntin (Fantasy, 1979)
- My Turn (Lipstick, 1991)

Jaco Pastorius mellett
- Live in New York City Vol. 1: Punk Jazz (Big World Music, 1990)
- Live in New York City Vol. 2: Trio (Big World Music, 1991)
- Live in New York City Vol. 3: Promise Land (Big World Music, 1991)
- Trio 2 Live in New York City Vol. 4 (Big World Music, 1992)
- Jaco Pastorius in New York (Jazz Door 1993)
- Live in New York City Vol. 6: Punk Jazz 2 (Big World Music, 1998)
- Live in New York City Vol. 7: History (Big World Music, 1998)

David Sanborn mellett
- Sanborn (Warner Bros., 1976)
- Promise Me the Moon (Warner Bros., 1977)
- Heart to Heart (Warner Bros., 1978)
- Hideaway (Warner Bros., 1980)
- Voyeur (Warner Bros., 1981)
- Backstreet (Warner Bros., 1983)
- Straight to the Heart (Warner Bros., 1984)
- A Change of Heart (Warner Bros., 1987)
- Close-Up (Reprise, 1988)
- Upfront (Elektra, 1992)

Spyro Gyra mellett
- Carnaval (Amherst, 1980)
- Catching the Sun (MCA, 1980)
- City Kids (MCA, 1983)
- Incognito (MCA, 1982)

Lew Soloff mellett
- Hanalei Bay (Bellaphon, 1985)
- Rainbow Mountain (Enja, 1999)

Bonnie Tyler mellett
- Faster Than the Speed of Night (CBS, 1983)
- Holding Out for a Hero (CBS/Sony, 1984)
- Secret Dreams and Forbidden Fire (CBS, 1986)

Másokkal
- Joan Armatrading, Me Myself I (A&M, 1980)
- Burt Bacharach, Futures (A&M, 1977)
- Ray Barretto, Can You Feel It (Atlantic, 1978)
- Wilbur Bascomb, And Future Dreams (H&L, 1977)
- John Blair, We Belong Together (CTI, 1977)
- Alex Blake, Especially for You (Denon, 1979)
- Blues Brothers, The Blues Brothers (Atlantic, 1980)
- Randy Brecker, Hangin' in the City (ESC, 2001)
- Jonatha Brooke, The Works (C.A.R.E., 2009)
- Irene Cara, Anyone Can See (Epic, 1982)
- Terri Lyne Carrington, Real Life Story (Verve Forecast 1989)
- Felix Cavaliere, Castles in the Air (Epic, 1979)
- Linda Clifford, I'll Keep On Loving You (Capitol, 1982)
- Freddy Cole, Love Makes the Changes (Fantasy, 1998)
- Hank Crawford, Cajun Sunrise (Kudu, 1978)
- Kenwood Dennard, Just Advance (Big World Music, 1992)
- Ronnie Dyson, If the Shoe Fits (Columbia, 1979)
- Art Farmer, Something You Got (CTI, 1977)
- Lisa Fischer, So Intense (Elektra, 1991)
- Al Foster, Mr. Foster (Better Days, 1979)
- Mike Gibbs, Nonsequence (Provocateur, 2001)
- Dizzy Gillespie, Closer to the Source (Atlantic, 1984)
- Bunky Green, Visions (Vanguard, 1978)
- Don Grolnick, Hearts and Numbers (Hip Pocket, 1985)
- Chris Hinze, Word Sound and Power (CBS, 1980)
- Chris Hinze, Chelsea Bridge (Keytone, 1987)
- Adam Holzman, Overdrive (Lipstick, 1994)
- Phyllis Hyman, Phyllis Hyman (Buddah, 1977)
- Chuck Jackson & Cissy Houston, I'll Take Care of You (Shanachie, 1992)
- Al Jarreau, L Is for Lover (Warner Bros., 1986)
- Billy Joel, The Stranger (Columbia, 1977)
- Earl Klugh, Crazy for You (Liberty, 1981)
- Wayne Krantz, Signals (Enja, 1990)
- Stacy Lattisaw, Young and in Love (Cotillion, 1979)
- Hubert Laws, Say It with Silence (CBS, 1978)
- Will Lee, Oh! (Go Jazz, 1994)
- Kenny Loggins, Celebrate Me Home (Columbia, 1977)
- Kenny Loggins, Leap of Faith (Columbia, 1991)
- Darlene Love, Paint Another Picture (CBS, 1988)
- Karen Mantler, Karen Mantler's Pet Project (Virgin, 2000)
- Manzanita, Echando Sentencias (RCA 1986)
- Jackie McLean, Monuments (RCA 1979)
- Frankie Miller, Dancing in the Rain (Mercury, 1986)
- Monkey Business, Kiss Me On My Ego (Columbia, 2005)
- Airto Moreira, Killer Bees (B&W Music, 1993)
- Meli'sa Morgan, Still in Love with You (Pendulum, 1992)
- Tyka Nelson, Royal Blue (Chrysalis, 1988)
- Eddie Palmieri, Lucumi Macumba Voodoo (Epic, 1978)
- Les Paul, American Made World Played (Capitol, 2005)
- Noel Pointer, Feel It (Soul Music.com 1979)
- Wolfgang Puschnig, Pieces of the Dream (Amadeo 1988)
- Lou Rawls, Shades of Blue (Philadelphia International 1980)
- Nicole Renee, Nicole Renee (Atlantic, 1998)
- Nicki Richards, Naked to the World (Atlantic, 1991)
- Philippe Saisse, Storyteller (Philips, 1991)
- John Scofield, Blue Matter (Gramavision, 1987)
- Paul Shaffer, Coast to Coast (Capitol, 1989)
- Marlena Shaw, Take a Bite (Columbia, 1979)
- Michael Shrieve, Transfer Station Blue (Fortuna, 1984)
- Janis Siegel, At Home (Atlantic, 1987)
- Paul Simon, One-Trick Pony (Warner Bros., 1980)
- Alan Sorrenti, L.A. & N.Y. (Cool Sound, 2001)
- Source, Source (P-Vine, 1997)
- Candi Staton, Chance (Warner Bros., 1979)
- Steely Dan, Gaucho (MCA, 1980)
- Jeremy Steig, Firefly (CTI, 1977)
- Steps Ahead, Magnetic (Elektra, 1986)
- Leni Stern, The Next Day (Passport, 1987)
- Mike Stern, Neesh (Kenwood, 1983)
- Sting, ...Nothing Like the Sun (A&M, 1987)
- Steve Swallow, Carla (XtraWATT, 1987)
- Steve Swallow, Swallow (XtraWATT, 1992)
- Taj Mahal, Like Never Before (Private Music, 1991)
- Tasha Thomas, Midnight Rendezvous (SoulMusic, 2015)
- Narada Michael Walden, I Cry I Smile (Atlantic, 1977)
- Narada Michael Walden, Awakening (Atlantic, 1979)
- Grover Washington Jr., Breath of Heaven (Columbia, 1997)
- James D-Train Williams, Miracles of the Heart (Funkytowngrooves/Sony 2011)
- Bernie Worrell & Jesse Rae, Worae (Luzuli Music, 2017)